# Volley 2000 Spezzano 2000-2001
Questa voce raccoglie le informazioni riguardanti il Volley 2000 Spezzano nelle competizioni ufficiali della stagione 2000-2001.

## Organigramma societario
Area direttiva
- Presidente: Walter Magnani

Area tecnica
- Allenatore: Gianpaolo Guidetti
- Allenatore in seconda: Ettore Guidetti

Area sanitaria
- Medico: Marco Scacchetti
- Fisioterapista: Davide Palmieri

## Rosa
| N° | Nome               | Ruolo | Data di nascita   | Nazionalità sportiva |
| -- | ------------------ | ----- | ----------------- | -------------------- |
| 1  | Karine Salinas     | P     | 5 marzo 1973      | Francia              |
| 3  | Francesca Nicora   | S     | 11 settembre 1978 | Italia               |
| 5  | Claudia Ferrara    | L     | 24 marzo 1983     | Italia               |
| 6  | Beatrice Zanotti   | C     | 19 luglio 1976    | Italia               |
| 7  | Valentina Serena   | P     | 10 novembre 198]  | Italia               |
| 8  | Kinga Maculewicz   | C     | 25 maggio 1978    | Francia              |
| 9  | Hilma Caldeira     | S     | 5 gennaio 1972    | Brasile              |
| 10 | Valentina Borrelli | S     | 30 ottobre 1978   | Italia               |
| 11 | Elena Kounova      | C     | 5 novembre 1975   | Bulgaria             |
| 12 | Mariann Nagy       | S     | 2 luglio 1976     | Ungheria             |
| 13 | Dania Innocenti    | S     | 10 maggio 1972    | Italia               |
| 15 | Valeria Marletta   | C     | 11 maggio 1976    | Italia               |